# Friedrich Wilhelm Kritzinger (Ministerialdirektor)

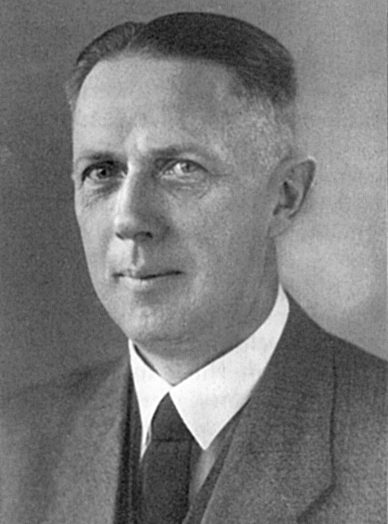
Friedrich Kritzinger

Friedrich Wilhelm Kritzinger (* 14. April 1890 in Grünfier, Kreis Filehne, Provinz Posen; † 25. April 1947 in Nürnberg) war ein deutscher Staatsbeamter. In der Zeit des Nationalsozialismus war er Ministerialdirektor und Staatssekretär in der Reichskanzlei.

## Leben

### Frühe Jahre und Erster Weltkrieg
Kritzinger war der Sohn eines Pfarrers in Grünfier (Provinz Posen). In seiner Jugend besuchte er nach drei Jahren Privatunterricht von 1899 bis 1904 das Berger- und Auguste-Victoria-Gymnasium in Posen und von 1904 bis 1908 das Königliche Gymnasium (Gnesen). Anschließend studierte er an der Albert-Ludwigs-Universität Freiburg, der Friedrich-Wilhelms-Universität zu Berlin und der Königlichen Universität zu Greifswald Rechtswissenschaft.
Nach dem Bestehen des Referendarexamen im Oktober 1911 wurde Kritzinger in den Vorbereitungsdienst aufgenommen. Diesen leistete er von 1911 bis 1913 und 1920/21 bei Gerichten in Mogilno und Berlin und bei der Staatsanwaltschaft Hirschberg ab.
Von 1914 bis 1918 nahm Kritzinger mit dem Jäger-Bataillon „von Neumann“ (1. Schlesisches) Nr. 5 am Ersten Weltkrieg teil, zuletzt als Leutnant der Reserve. Im Krieg wurde er mindestens einmal leicht verwundet. In der Spätphase des Krieges wurde Kritzinger als Angehöriger einer MG-Kompanie offiziell als vermisst gemeldet. Hintergrund war, dass er in der Kriegsschlussphase in französische Kriegsgefangenschaft geriet, aus der er im Februar 1920 zurückkehrte. Im Krieg wurde Kritzinger mit beiden Eisernen Kreuzen und dem Hausorden der Hohenzollern ausgezeichnet.

### Weimarer Republik
Nach dem Kriegsende setzte Kritzinger seinen juristischen Vorbereitungsdienst fort. Im Mai 1921 bestand er das Assessorexamen.
Von Juli bis September 1921 war Kritzinger als Assessor beim Amtsgericht Striegau tätig. Anschließend kam er als wissenschaftlicher Hilfsarbeiter ins Reichsministerium der Justiz, wo er bis 1925 verblieb und sich mit Fragen des Völkerrechts befasste. Bis 1926 war er im Preußischen Handelsministerium Assessor bzw. Landgerichtsrat mit Arbeitsgebiet „Depositenbanken und Aufwertung“ und wechselte dann wieder ins Reichsjustizministerium, wo er nun bis 1938 tätig bleiben sollte: Dort bearbeitete er als Referent zunächst Angelegenheiten des Völkerrechts und ab 1928 Angelegenheiten des Staatsrechts. Während dieser Zeit wurde er zum Regierungsrat, Oberregierungsrat und (1929 oder 1930) zum Ministerialrat befördert. Einer politischen Partei gehörte Kritzinger in der Weimarer Republik nicht an. Eigenen Angaben bei Vernehmungen nach dem Zweiten Weltkrieg zufolge stimmte er bei den Reichstagswahlen bis 1933 für die Deutschnationale Volkspartei (DNVP).

### Zeit des Nationalsozialismus

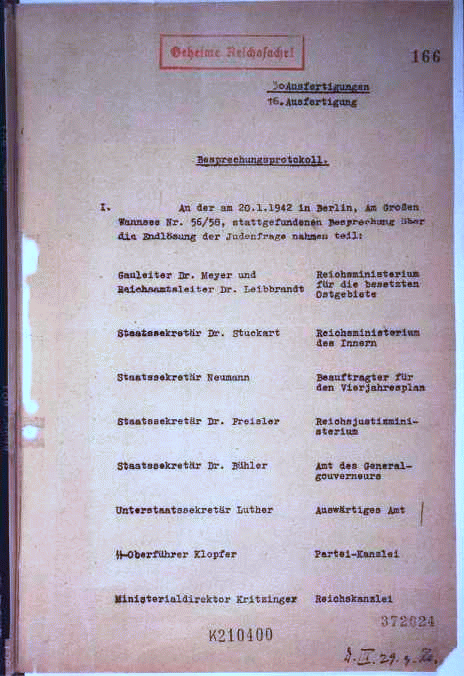
Kritzinger als Vertreter der Reichskanzlei im Besprechungsprotokoll der Wannseekonferenz am 20. Januar 1942

Anfang 1938 wurde Kritzinger vom Leiter der Reichskanzlei Hans Heinrich Lammers aufgefordert, von seinem Posten im Reichsjustizministerium in die Reichskanzlei zu wechseln, da diese einen Fachmann für Staatsrecht benötigte. Im Februar 1938, nachdem Lammers seine Bitte mehrfach wiederholt hatte und Reichsjustizminister Franz Gürtner Kritzinger auf seine „Pflicht“ hingewiesen hatte, gab dieser der Aufforderung nach und trat als Ministerialdirektor in die Reichskanzlei ein, in der ihm die Leitung der Abteilung B übertragen wurde. Zum 1. Januar 1938 trat er der NSDAP bei (Mitgliedsnummer 4.814.517).
Anfang 1942 wurde er zum Unterstaatssekretär und am 21. November desselben Jahres (zeitgleich mit Gerhard Klopfer) von Hitler zum Staatssekretär in der Reichskanzlei befördert.
In diesen Jahren befasste er sich auch mit dem Sachbereich „Judenprobleme“ und erarbeitete 1939/40 die so genannte Verordnung gegen Volksschädlinge und die 11. Verordnung zum Reichsbürgergesetz, die Grundlage für den Einzug des Vermögens der deutschen Juden anlässlich ihrer Deportation. Als Staatssekretär erarbeitete er 1942/43 außerdem Verordnungen zur Rechtsmittelbeschränkung für Juden.
Im Januar 1942 nahm Kritzinger an der Wannseekonferenz teil, wobei die Ermordung der Juden im Herrschaftsbereich der Nationalsozialisten durch Führungskräfte aus verschiedenen Reichsministerien, des Sicherheitsdienstes (SD) und der Parteikanzlei koordiniert wurde. Nach einem Gutachten des Instituts für Zeitgeschichte verfügte Kritzinger zu diesem Zeitpunkt noch nicht über ein gesichertes Wissen vom Völkermord. Ende Frühjahr 1942 bot er Lammers seinen Rücktritt an. Hans Mommsen sieht dies als erfolglosen Versuch Kritzingers, Konsequenzen zu ziehen, nachdem er ein vollständigeres Bild über den Holocaust erlangt hatte.

### Nachkriegszeit

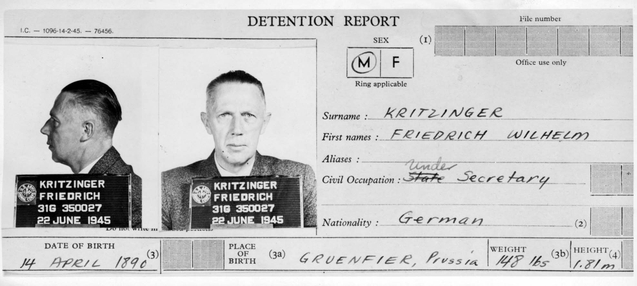
Friedrich Wilhelm Kritzinger nach seiner Gefangennahme

Kurz vor der Eroberung Berlins durch die Rote Armee verließ Kritzinger die Stadt am 23. April 1945, nachdem er vom 20. April 1945 an mit der Leitung der Evakuierung der verbliebenen Minister und Ministerialbeamten beauftragt gewesen war. Nachdem er noch im Mai 1945 Staatssekretär in der Regierung Dönitz im Sonderbereich Mürwik geworden war, wurde er dort schließlich am 23. Mai von den Briten verhaftet.
Nach einem Aufenthalt im Kriegsgefangenenlager Nr. 32 (Camp Ashcan) im luxemburgischen Bad Mondorf wurde Kritzinger nach Bruchsal überstellt. In der Folgezeit wurde er mehrfach vernommen, so unter anderem vom amerikanischen Ankläger in den Nürnberger Prozessen Robert Kempner. Als einziger Teilnehmer der Wannseekonferenz von 1942 gab Kritzinger seine Teilnahme von sich aus zu und bestätigte den verbrecherischen Charakter derselben. Ferner erklärte er, sich „der deutschen Politik […] während des Krieges“ geschämt zu haben, und stimmte der Charakterisierung von Hitler und Himmler als „Massenmördern“ zu.
Im April 1946 wurde Kritzinger aus der Haft entlassen, jedoch im Dezember erneut inhaftiert. Aus gesundheitlichen Gründen wurde er schließlich erneut auf freien Fuß gesetzt und starb kurze Zeit später.

### Ehe und Familie
Am 30. Mai 1923 heiratete Kritzinger Walti Luise Agnes Gräfin von Schwerin (1897–1996), die Tochter eines Großgrundbesitzers. Aus der Ehe gingen drei Kinder hervor.

## Filmische und literarische Darstellung
Friedrich Wilhelm Kritzinger wurde im deutschen Fernsehfilm Die Wannseekonferenz (1984) von Franz Rudnick, in der Koproduktion der British Broadcasting Corporation und des Home Box Office Die Wannseekonferenz (2001) von David Threlfall und im deutschen Fernsehfilm Die Wannseekonferenz (2022) von Thomas Loibl dargestellt.
Als literarische Figur tritt Kritzinger auch in Robert Harris’ Alternativweltgeschichte Vaterland (1992) auf, in dem sich ein Kriminalfall rund um die Teilnehmer der Wannseekonferenz vor der Kulisse eines fiktiven Dritten Reiches, das den Zweiten Weltkrieg gewonnen hat, entspinnt.

## Archivarische Überlieferung
Im Bundesarchiv Berlin hat sich die Personalakte Kritzingers aus seiner juristischen Ausbildungszeit und seiner Tätigkeit im Dienst der Justizverwaltung erhalten (R 3001/64828). Zudem befinden sich im Bestand des ehemaligen Berlin Document Center eine Akte mit Parteikorrespondenz der NSDAP zu ihm (R 9361-II/584516) sowie ein Bogen der Parteistatistischen Erhebung von 1939 (R 9361-I/1837).